# Заболотье (Борисовский район)
Заболотье (бел. Забалацце) — агрогородок в составе Веселовского сельсовета Борисовского района Минской области Белоруссии. Расположена в 23 км от Борисова, в 95 км от Минска. Население — 290 человек (2010).

## История
Впервые упоминается как село Щеголевщизна в 1721 году в составе Великого княжества Литовского. В 1777 году имение Храптовича. После Второго раздела Речи Посполитой в 1793 году в составе Российской империи. В 1795 году в Борисовском повете Минской губернии. В первой половине XIX века во владении помещика Лиходеевского. В 1908 году была открыта земская школа, работал кирпичный завод.
C начало февраля по декабрь 1918 года была оккупирована войсками Германской империи. С 1 января 1919 года в составе БССР, с февраля в Литовского-Белорусской ССР, с августа 1920 года снова в составе БССР.
С 20 августа 1924 года в составе Кищинослободского сельсовета. В 1931 году в деревне создан колхоз имени Ворошилова.
C начало июля 1941 года по 30 июня 1944 года была оккупирована немецко-фашистскими войсками.

## Инфраструктура
В деревне работают детский сад, Дом Культуры, два магазина заброшено, один магазин работает, фельдшерско-акушерский пункт.